# Pénélope mon amour
Pour plus de détails, voir Fiche technique et Distribution.
Pénélope mon amour est un film français réalisé par Claire Doyon et sorti en 2021.

## Synopsis
Depuis 18 ans, Claire Doyon filme sa fille Pénélope, autiste non verbale. Elle rassemble dans ce documentaire toutes les images à travers les années, du diagnostic à la découverte d'un mode d'existence autre.

## Fiche technique
- Titre : Pénélope mon amour
- Réalisation : Claire Doyon
- Scénario : Claire Doyon
- Photographie : Claire Doyon
- Son : Gilles Bernardeau
- Montage : Raphaël Lefèvre
- Production : Tamara Films
- Pays d'origine :  France
- Durée : 88 minutes
- Date de sortie : France - 21 juillet 2021

## Récompenses
- Prix Georges de Beauregard national et prix Renaud-Victor du FIDMarseille 2021[1]